# Duco Telgenkamp
Duco Telgenkamp, född den 17 juli 2002 i Haag, är en nederländsk landhockeyspelare.

## Karriär
Duco Telgenkamp ingick i Nederländernas landhockeylag som tog guld vid OS 2024. I OS-finalen mot Tyskland gjort han det avgörande målet i straffläggningen.